# Christoph Grunert
Christoph Grunert (* 1970 in Bad Langensalza) ist ein deutscher Schauspieler.

## Leben
Seine Ausbildung absolvierte er an der Hamburger Akademie für Musik und Schauspiel, worauf er von 1992 bis 1994 am Landestheater Schleswig-Holstein tätig war, von 1993 bis 1996 bei den Burgfestspielen Jagsthausen und von 1997 bis 1999 an der Volksbühne am Rosa-Luxemburg-Platz in Berlin, dem Societaetstheater in Dresden und dem Deutschen Nationaltheater in Weimar.
Seit Ende der 1990er Jahre ist Grunert ein häufiger Gast in einer Vielzahl von Film- und Fernsehproduktionen, zu denen die ZDF-Reihe Unser Charly, TV-Melodramen wie Inga Lindström und Rosamunde Pilcher oder die Fernsehserien Dr. Sommerfeld – Neues vom Bülowbogen, Alarm für Cobra 11, Familie Dr. Kleist, R. I. S. – Die Sprache der Toten, Ein Fall für zwei oder das Großstadtrevier gehören.
Seinen schauspielerischen Durchbruch erlangte er durch seine Hauptrolle des Thorwald in der Hubschrauber-Serie HeliCops – Einsatz über Berlin und die des Benno Hoffmann in der Familienserie Alles über Anna. Außerdem war er im Fernsehfilm Sommerwellen des ZDF neben Katja Weitzenböck unter der Regie von Dieter Kehler zu sehen.

## Filmografie
- 1992: Neues vom Süderhof (Fernsehserie, zwei Folgen)
- 1998: HeliCops – Einsatz über Berlin
- 1999: Tatort – Bienzle und die Geiselnahme (Fernsehreihe)
- 1999–2003: Unser Charly (Fernsehserie)
- 2000: Tatort – Bienzle und der Mann im Dunkeln
- 2002: Zeit der Rache
- 2002: Die Cleveren – Die Göttin
- 2002: Highspeed – Die Ledercops (Fernsehserie)
- 2003: Tatort – Rosenholz
- 2004: Inga Lindström – Begegnung am Meer
- 2005: Inga Lindström – Der Weg zu dir
- 2006: Alles über Anna (Fernsehserie)
- 2007: Die Rosenheim-Cops – Das Feuer der Rache
- 2007: Sommerwellen (Fernsehfilm)
- 2007: Notruf Hafenkante – Der lange Weg zurück
- 2007: Underdogs
- 2008: Rosamunde Pilcher – Melodie der Liebe
- 2008: In aller Freundschaft – Folge 393: Noch nicht zu spät
- 2009: Mörder kennen keine Grenzen
- 2009: Die Rosenheim-Cops – Mord mit Seeblick
- 2010: Auf Wiedersehen Papa
- 2010: Der Bergdoktor – Tiefer Fall
- 2010: Mord mit Aussicht – Tödlicher Lehrstoff
- 2010: Großstadtrevier – Landpartie – Eine Frage der Ehre
- 2011: Emilie Richards – Sehnsucht nach Sandy Bay
- 2011: SOKO Leipzig – Gefangen
- 2012: Der letzte Bulle – Aller guten Dinge sind drei (Fernsehserie)
- 2012: Dora Heldt – Kein Wort zu Papa
- 2012: Die Rosenheim-Cops – Ein Fall für Schretzmayer
- 2012: Die Garmisch-Cops – Abgerechnet wird zum Schluss
- 2012: SOKO Leipzig – Getrieben
- 2012: online – meine Tochter in Gefahr
- 2014: Der Kriminalist – Tod im Paradies
- 2015: Bettys Diagnose (Fernsehserie; Folge 8: Geheimnisse)
- 2015: Zorn – Vom Lieben und Sterben
- 2015: In aller Freundschaft – Die jungen Ärzte (Fernsehserie, Folge Schritt für Schritt)
- 2016: Im Knast (Fernsehserie, 1 Folge)
- 2016–2017: Lena Lorenz (Fernsehserie, fünf Episoden)
- 2018: Heldt (Fernsehserie, Folge Ewig mein)
- 2018: In aller Freundschaft – Die Krankenschwestern (Fernsehserie, Folge Gebrochene Herzen)
- 2019: SOKO Hamburg (Fernsehserie, Folge Der Lottokönig)
- seit 2020: WaPo Berlin (Fernsehserie)
- 2022: Rosamunde Pilcher – Die Elster und der Kapitän
- 2022: Ella Schön: Seitensprünge
- 2023: SOKO Köln (Fernsehserie, Folge Bis dass der Tod sie scheidet)

## Theater
- Anatevka (Forum-Theater der Hochschule für Musik und darstellende Kunst in Hamburg)
- Faust – Zerfallserscheinung I und II (Volksbühne am Rosa-Luxemburg-Platz)
- Was läuft denn da – Kleine Wunschmaschinenlehre (Volksbühne am Rosa-Luxemburg-Platz)